# المارثون في الألعاب الأولمبية الصيفية 2012 - رجال
أقيم نهائي المارثون رجال في الألعاب الأولمبية الصيفية 2012 يوم 12 أغسطس في لندن وعلى غير العادة خرجت الذهبية من يد الكينيين حيث كان الفائز بها هذه المرة أحد عدائي أوغندا

## الرقم القياسي
الرقم القياسي العالمي والأولمبي للفعالية قبل الألعاب الأولمبية :
| الرقم القياسي العالمي  | 2ساد 03د 38ث | باتريك ماكاو كينيا   | 26 أغسطس 2005 | برلين |
| الرقم القياسي الأولمبي | 2سا 06د 32ث  | سامويل وينغرين كينيا | 24 أغسطس 2008 | بيجين |

## المتوجون بالميدالية
| الذهبية               | الفضية          | البرونزية           |
| ستيفن كيبروتيك أوغندا | أبول كيري كينيا | ويلسون كبروتك كينيا |